# Oude Rijn (Harmelen-Noordzee)
De Oude Rijn is een rivier in de Nederlandse provincies Utrecht en Zuid-Holland, tussen Harmelen en de zee en maakt onderdeel uit van de Rijndelta. De rivier loopt in het verlengde van de Kromme Rijn, een zijtak van de Nederrijn bij Wijk bij Duurstede) en Leidse Rijn een kanaal vanaf Utrecht. De rivier ligt in de vroegere hoofdloop van de Rijn, die vanaf het begin van onze jaartelling de Noordgrens vormde van het Romeinse Rijk (Limes (Romeinse Rijk)), in juli 2021 tot Werelderfgoed verklaard. Langs grote delen van de rivier werd in de middeleeuwen een jaagpad aangelegd, vanaf waar trekschuiten werden voortbewogen, tegenwoordig vaak in gebruik als fietspad. De Rijn en haar zijrivieren zijn van oudsher van belang voor de levering van drinkwater, voor het lozen van afval en als transportweg voor de Europese binnenvaart.

## Loop
De Oude Rijn heeft een lengte van 52 km en begint bij de middeleeuwse kerk in het oude centrum van Harmelen, waar de oorspronkelijke Rijnloop met de huidige naam Bijleveld en een zuidelijker gelegen, grotendeels gekanaliseerde Rijntak met de naam Leidse Rijn samenkomen en overgaan in de Oude Rijn.
In de vroege middeleeuwen, vanaf ongeveer 723, liep de scheepvaartroute van Utrecht tot Harmelen als volgt: vanaf de stadsbuitengracht bij de Catharijnepoort liep een kanaal naar het westen, de Vleutense Vaart. Deze sloot bij Den Hoet aan op de sterk meanderende rivier de Rijn. Over deze rivier voer men via Vleuten naar Harmelen. Dit riviergedeelte werd echter steeds moeizamer bevaarbaar en in 1381 besloot men daarom tot het verleggen van de scheepvaartroute naar Harmelen. Ruim een kilometer ten westen van de Catharijnepoort werd een noord-zuidverbinding gegraven tussen de Vleutense Vaart en de oude loop van de rivier de Rijn. Deze liep vanaf dit punt, in de buurt van de huidige Muntbrug, naar het zuidwesten. Een kilometer verderop, bij Huis te Voorn, boog de rivier de Rijn naar het noordwesten. Op dit punt begon een 8 kilometer lange polderwetering naar het westen. Deze mondde in Harmelen weer uit in de rivier de Rijn. Door verbreding en verdieping werd deze wetering geschikt gemaakt voor de scheepvaart. De naam Leidse Rijn dateert van 1665, toen in Utrecht de Vleutense Vaart en de noord-zuidverbinding tussen deze vaart en de rivier werden vervangen door een zo kort mogelijke rechte verbinding, genaamd de Leidse Vaart. Sindsdien staat de naam Leidse Rijn voor de gekanaliseerde scheepvaartroute tussen Utrecht en Harmelen en de naam Oude Rijn voor de rivier tussen Harmelen en de Noordzee.
Vanaf Harmelen loopt de rivier in westelijke richting naar Woerden, waar eerst de Korte Linschoten zuidwaarts aftakt en de Oude Rijn deel uitmaakt van de singelgracht. Bij het verlaten van Woerden takt de Grecht naar het noorden af. De Rijn stroomt verder via Nieuwerbrug en Bodegraven en langs Zwammerdam (waar De Meije op de Oude Rijn uitmondt). De rivier vervolgt zijn weg door Alphen aan den Rijn, waar de Gouwe in zuidelijke richting en het Aarkanaal in noordelijke richting op de Oude Rijn uitkomen. Iets verderop stroomt het riviertje de Aar in de Oude Rijn. Aan de westkant van Alphen komt, uit noordelijke richting, de Heimanswetering uit op de Oude Rijn. Na Alphen takt de Luttike Rijn vlak voor Koudekerk aan den Rijn af. Deze komt iets ten oosten van de Koudekerksebrug weer samen met de Oude Rijn. Hierna loopt de rivier nog langs Hazerswoude-Rijndijk.
Na Zoeterwoude-Rijndijk en Leiderdorp (waar de Does erin uitmondt), loopt de Oude Rijn Leiden in. Daar splitst de Nieuwe Rijn zich af en begint het Rijn-Schiekanaal (naar het zuiden) en de Zijl (naar het noorden). De Oude en Nieuwe Rijn maken deel uit van het grachtenstelsel van Leiden en in het centrum van Leiden komen beide weer samen. Vanaf hier wordt de rivier ook wel gewoon Rijn genoemd. Alvorens Leiden te verlaten mondt de Korte Vliet uit in de Rijn.
De (Oude) Rijn loopt vervolgens langs Oegstgeest, Valkenburg en Rijnsburg naar Katwijk. Bij Katwijk aan den Rijn mondt het Oegstgeesterkanaal in de Rijn uit, waarna de Rijn is gekanaliseerd. Onder de naam Uitwateringskanaal stroomt het Rijnwater de Noordzee in via het Koning Willem-Alexandergemaal in Katwijk aan Zee.
De oorspronkelijke monding van de Oude Rijn ligt iets noordelijker dan de huidige monding, deze verzandde rond 1163 na de
Sint-Thomasvloed. Een bocht in de Trekvaart Haarlem-Leiden en een paar sloten herinneren hier nog aan. Tussen 1804 en 1807 is vanwege verzanding de natuurlijke monding in Katwijk opnieuw uitgegraven en is er een binnen- en buitensluis gebouwd.

## Romeinen

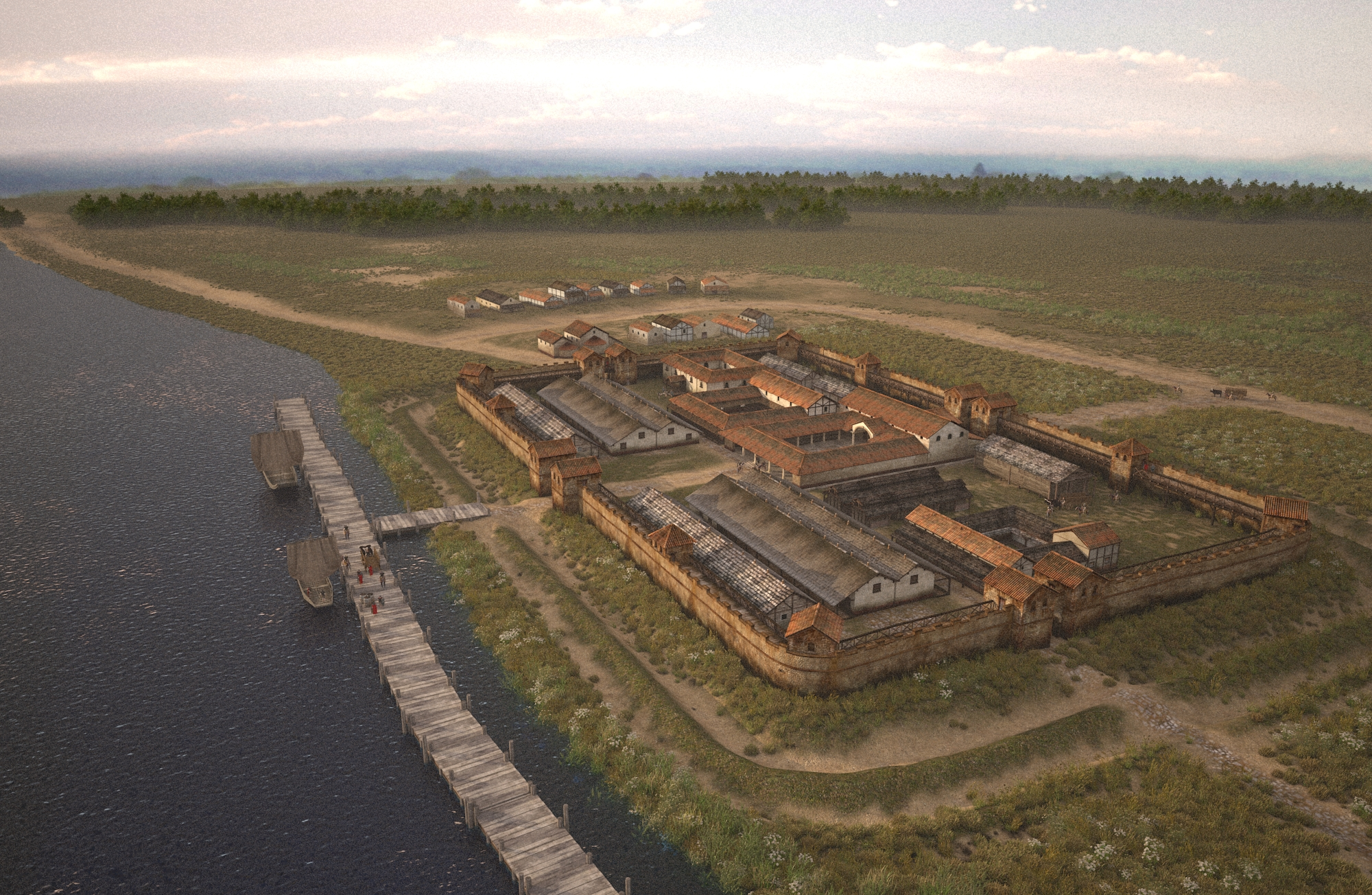
Castellum Nigrum Pullum aan Oude Rijn, impressie Stevie Xinas 2016

In de Romeinse tijd vormde de loop van de Rijn enige eeuwen de noordgrens (Neder-Germaanse limes) van het Rijk. In die tijd had de rivier nog een vrij stroombed, ze was breder, kende getijden en overstroomde regelmatig. Op de zuidelijke oever werden door de Romeinen op strategische locaties en in regelmatige afstand bewakingstorens, grotere en kleinere forten (castrum of castellum) en legerplaatsen gebouwd om de grens te beschermen en om het transport via het water veilig te stellen. Ook werd in die tijd langs grote delen van de Rijn een verharde weg aangelegd. Romeinse legerplaatsen langs de Oude Rijn waren onder andere Laurum (Woerden), Nigrum Pullum (Zwammerdam), Albaniana (Alphen aan den Rijn), Matilo (Leiden-Roomburg), Praetorium Agrippinae (Valkenburg) en Lugdunum Batavorum (Katwijk). In Valkenburg is de omtrek ervan, zoals deze bij opgravingen gevonden werd, met gekleurde steen in de bestrating aangegeven zodat een indruk van deze legerplaats ontstaat.
De Rijn was de belangrijkste transportweg voor goederen en bouwmateriaal en er zijn meerdere goed geconserveerde schepen uit die tijd gevonden, waaronder in Zwammerdam een verstevigd vrachtschip voor vervoer van zware lasten met een lengte van 34 meter (romeinse schepen in Zwammerdam)

## Afgedamd
Na een hoop strubbelingen en problemen met overstromingen, vooral in Utrecht en Leiden, werd de Oude Rijn in 1122 bij Wijk bij Duurstede afgedamd. De aftakking, die eerst als "Lek" begon, werd de hoofdstroom van de rivier. Sindsdien trad de Oude Rijn niet meer buiten zijn oevers.

## Gebruik
De Rijn is al eeuwenlang een belangrijke weg voor goederentransport, een energieleverancier voor de aandrijving van molens, een bron voor irrigatie van land en levering van drinkwater en een afvoer voor polderwater en huishoudelijk en industrieel afval. Sinds het juridisch activistische werk van de Stichting Reinwater in de 1980-er jaren en daaropvolgende wetgeving in landen waar de Rijn doorstroomt, worden Rijn en Oude Rijn minder gebruikt voor het lozen van ongezuiverd afval, er wordt echter nog steeds veel geloosd.

## Bruggen
De oudste brug over de Oude Rijn is hoogstwaarschijnlijk door de Romeinen gebouwd, sindsdien zijn er tientallen bruggen bijgebouwd. Een overzicht van alle bruggen over de Oude Rijn van oost naar west:
Harmelen – Woerden:
| Naam:                    | Soort:                                  | Traject:                                      | Afbeelding: |
| ------------------------ | --------------------------------------- | --------------------------------------------- | ----------- |
| Dorpsbrug of Steenenbrug | verkeersbrug (liggerbrug)               | Woerden - Utrecht (Dorpsstraat)               |             |
| Pomperspleinbrug         | fiets- en voetgangersbrug (ophaalbrug)  | Harmelen (Pompersplein)                       |             |
| De Kwakel/Kwakelbrug     | voetgangersbrug (boogbrug)              | Harmelen (Jaagpad)                            |             |
| Haanwijkersluis          | voetgangersbrug (liggerbrug over sluis) | Harmelen (Jaagpad)                            |             |
| Hofbrug                  | verkeersbrug (ophaalbrug)               | Harmelen (Burgemeester van Koningsbruggenweg) |             |
| Putkopbrug               | spoorbrug (liggerbug)                   | Spoorlijn Utrecht - Rotterdam                 |             |
| Kleinjansbrug            | verkeersbrug (liggerbrug)               | Harmelen                                      |             |
| Geestdorp                | fiets- en voetgangersbrug (liggerbrug)  | Breeveld                                      |             |
| Limesbrug                | verkeersbrug (liggerbrug)               | Woerden - Utrecht (Geestdorp)                 |             |
| Groepenbrug              | verkeersbrug (liggerbrug)               | Woerden (Geestdorp)                           |             |
| Meanderbrug              | fiets- en voetgangersbrug (liggerbrug)  | Woerden (Fort Oranje)                         |             |
| Snellerbrug              | verkeersbrug (liggerbrug)               | Woerden (Stationsweg)                         |             |

Oude Rijn gedempt binnen de Singel in Woerden en tegenwoordig Rijnstraat.
Woerden - Leiden:
| Naam:                           | Soort:                                 | Traject:                                                     | Afbeelding: |
| ------------------------------- | -------------------------------------- | ------------------------------------------------------------ | ----------- |
| Rozenbrug                       | verkeersbrug (ophaalbrug)              | Woerden (Singel)                                             |             |
| Kwakelbrug                      | verkeersbrug (ophaalbrug)              | Woerden (Boerendijk)                                         |             |
| Nieuwerbrug                     | verkeersbrug (ophaalbrug) (tolbrug)    | Nieuwerbrug aan den Rijn (Bruggemeestersstraat)              |             |
| Broekvelderbrug                 | verkeersbrug (ophaalbrug)              | Bodegraven (Broekveldselaan)                                 |             |
| Rijnbrug                        | verkeersbrug (ophaalbrug)              | Bodegraven (Brugstraat)                                      |             |
| Burg. Crolesbrug                | verkeersbrug (basculebrug)             | Bodegraven - Woerden (Burg. Kremerweg)                       |             |
| Zwammerdamsebrug                | verkeersbrug (basculebrug)             | Zwammerdam (Verloostraat)                                    |             |
| Steekterbrug                    | verkeersbrug (basculebrug)             | Bergambacht - Hillegom (Oostkanaalweg)                       |             |
| Swaenswijkbrug                  | fiets- en voetgangersbrug (ophaalbrug) | Alphen aan den Rijn (Swaenswijkplaats)                       |             |
| Alphense Brug                   | verkeersbrug (ophaalbrug)              | Alphen aan den Rijn (Piet Doelmanstraat)                     |             |
| Koningin Julianabrug            | verkeersbrug (basculebrug)             | Alphen aan den Rijn (Willem de Zwijgerlaan)                  |             |
| Dr. Albert Schweitzerbrug       | verkeersbrug (basculebrug)             | Alphen aan den Rijn (Prins Bernhardlaan)                     |             |
| Koningin Máximabrug             | verkeersbrug (basculebrug)             | Alphen aan den Rijn (Máximabrug)                             |             |
| Koudekerksebrug                 | verkeersbrug (ophaalbrug)              | Koudekerk aan den Rijn - Hazerswoude-Rijndijk (Bruggestraat) |             |
| Rhijnvreugdbrug                 | fiets- en voetgangersbrug (ophaalbrug) | Leiderdorp (Graaf Bylandtpad)                                |             |
| Limesaquaduct                   | autosnelweg (aquaduct)                 | Amsterdam - Rotterdam                                        |             |
| Leiderdorpsebrug of Stierenbrug | verkeersbrug (basculebrug)             | Leiderdorp (Persant Snoepweg)                                |             |

Leiden:
Leiden – Katwijk:
| Naam:                    | Soort:                                | Traject:                                     | Afbeelding: |
| ------------------------ | ------------------------------------- | -------------------------------------------- | ----------- |
| Torenvlietbrug           | verkeersbrug (liggerbrug)             | Leiden - Aerdenhout (Ingenieur G. Tjalmaweg) |             |
| Joop van der Reijdenbrug | fiets- en voetgangersbrug (draaibrug) | Oegstgeest                                   |             |
| Sandtlaanbrug            | verkeersbrug (liggerbrug)             | Rijnsburg (Sandtlaan)                        |             |
| Roskambrug               | verkeersbrug (liggerbrug)             | Katwijk aan de Rijn (Turfmarkt)              |             |

Katwijk – Noordzee (Uitwateringskanaal):
| Naam:                                       | Soort:                                          | Traject:                             | Afbeelding: |
| ------------------------------------------- | ----------------------------------------------- | ------------------------------------ | ----------- |
| Nieuwe Roversbrug                           | verkeersbrug (basculebrug)                      | Leiden - Aerdenhout (Provincialeweg) |             |
| Koningin Julianabrug                        | verkeersbrug (liggerbrug)                       | Katwijk (Biltlaan)                   |             |
| Koning Willem-Alexandergemaal (Binnensluis) | verkeersweg (liggerbrug over uitwateringssluis) | Katwijk (Binnensluis)                |             |
| Koning Willem-Alexandergemaal (Buitensluis) | verkeersweg (liggerbrug over uitwateringssluis) | Katwijk (Buitensluis)                |             |

## Trivia
De beroemde kunstschilder Rembrandt van Rijn is geboren in Leiden aan de Rijn en heeft zijn naam aan de rivier te danken.

## Afbeeldingen

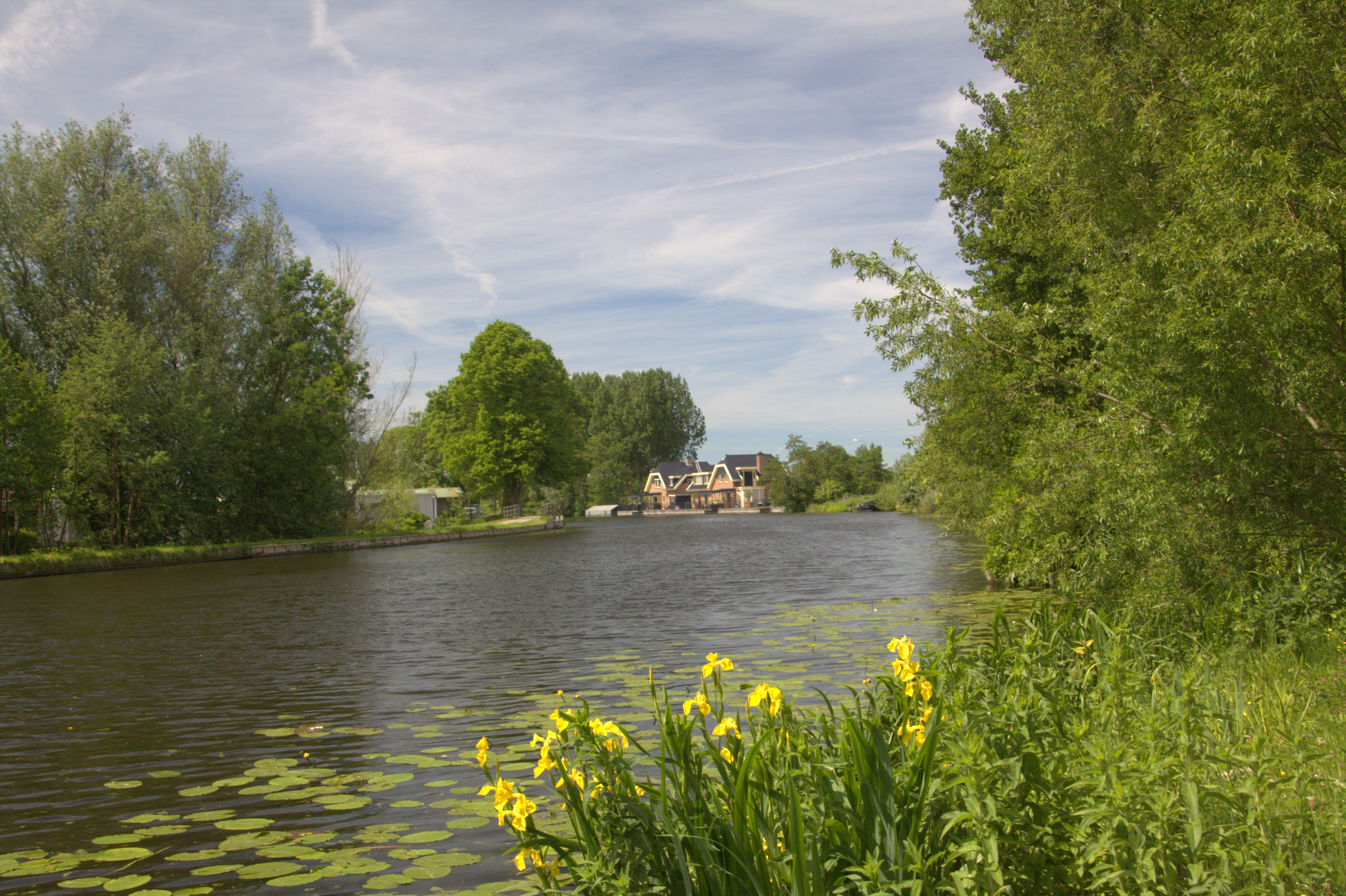
De Oude Rijn bij buurtschap Weijland, voorjaar
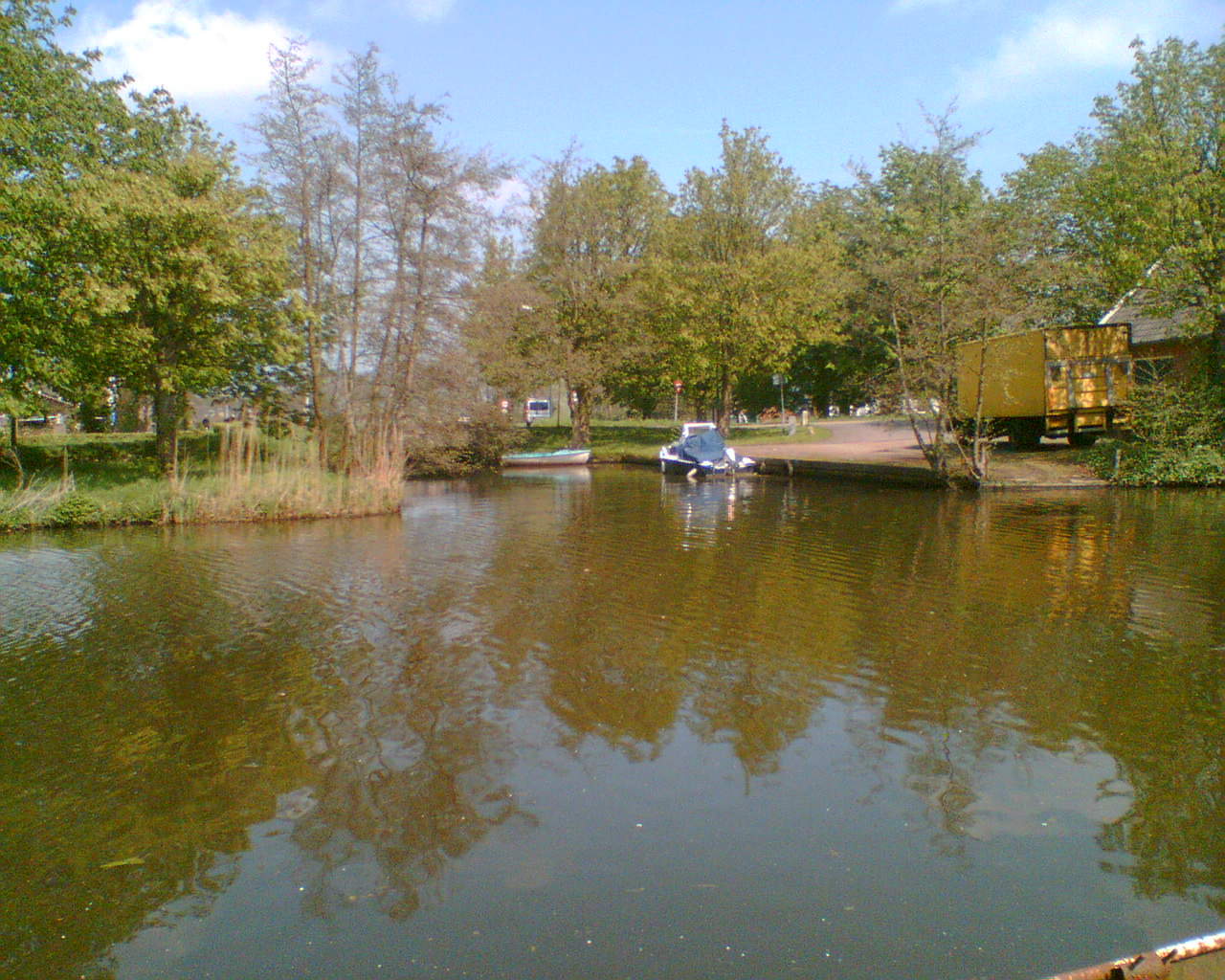
De Oude Rijn bij Woerden
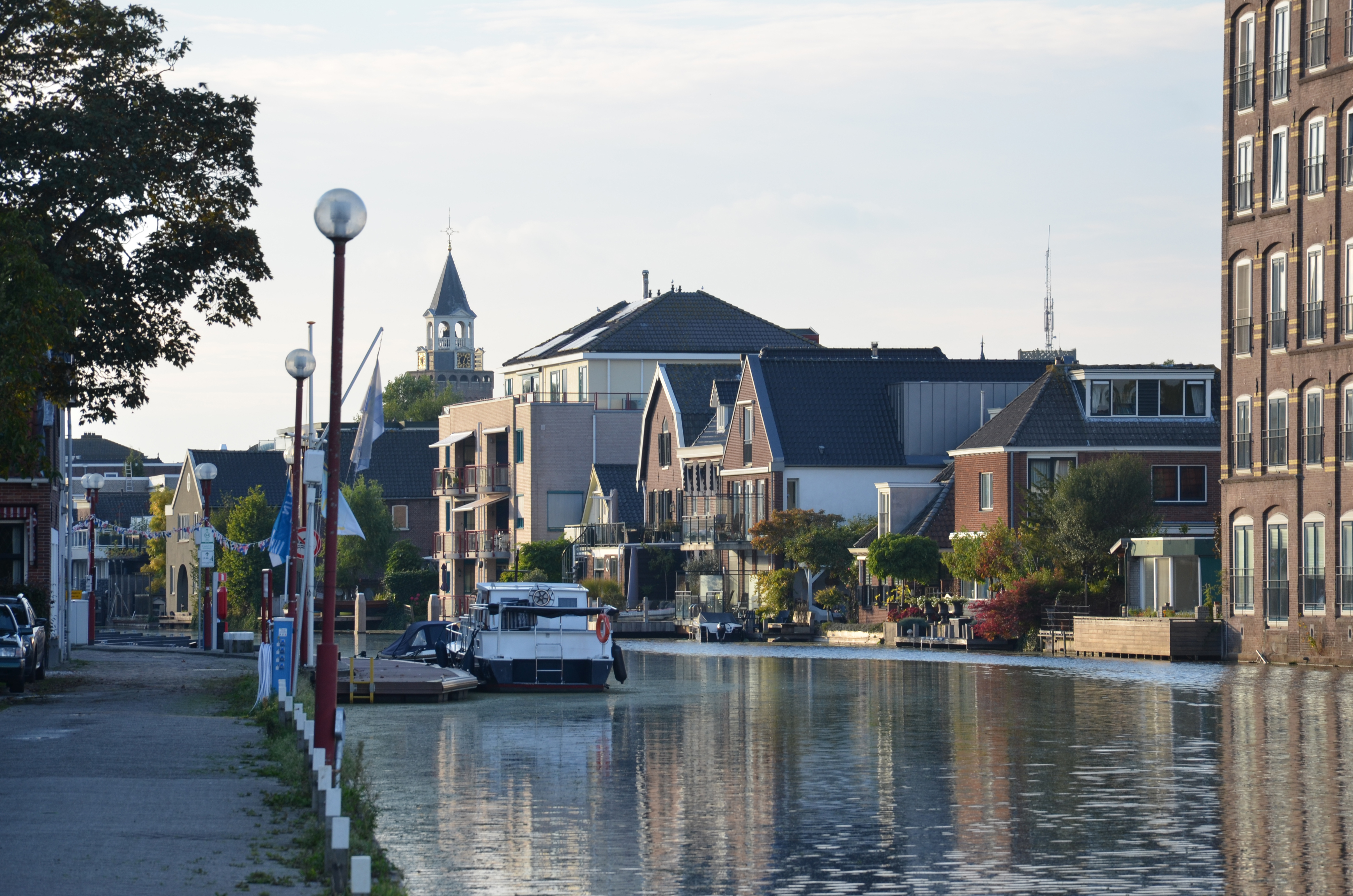
De Oude Rijn in Bodegraven
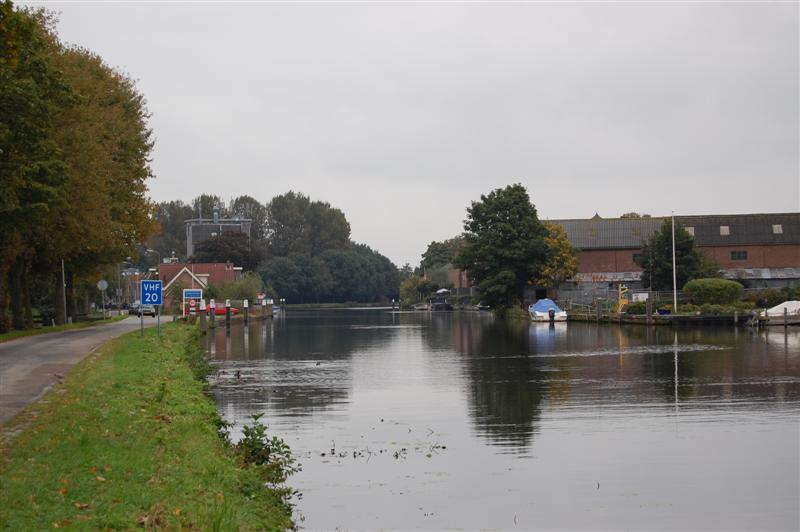
Oude-Rijn, Zwammerdam
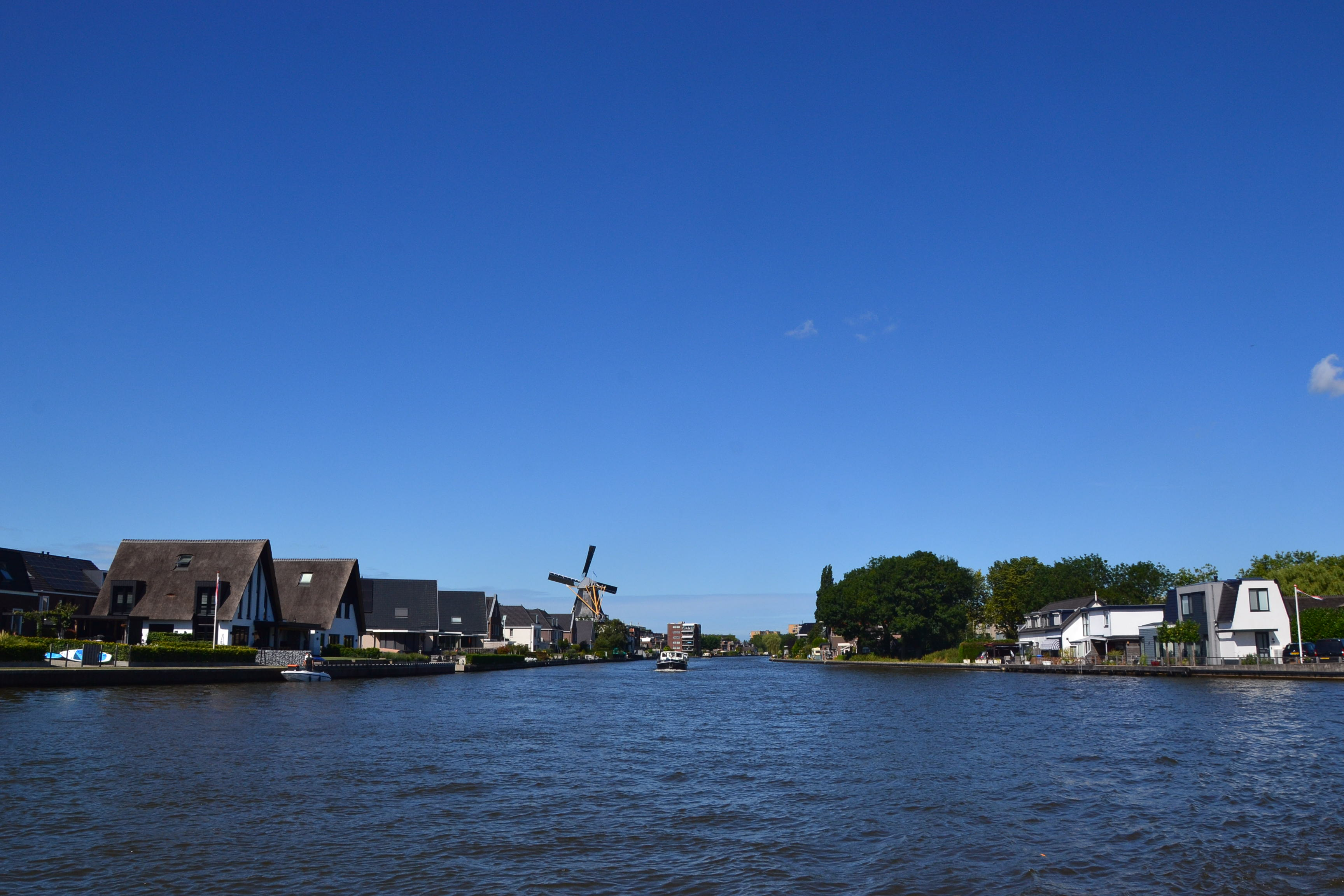
Kruising met Aarkanaal en Gouwe
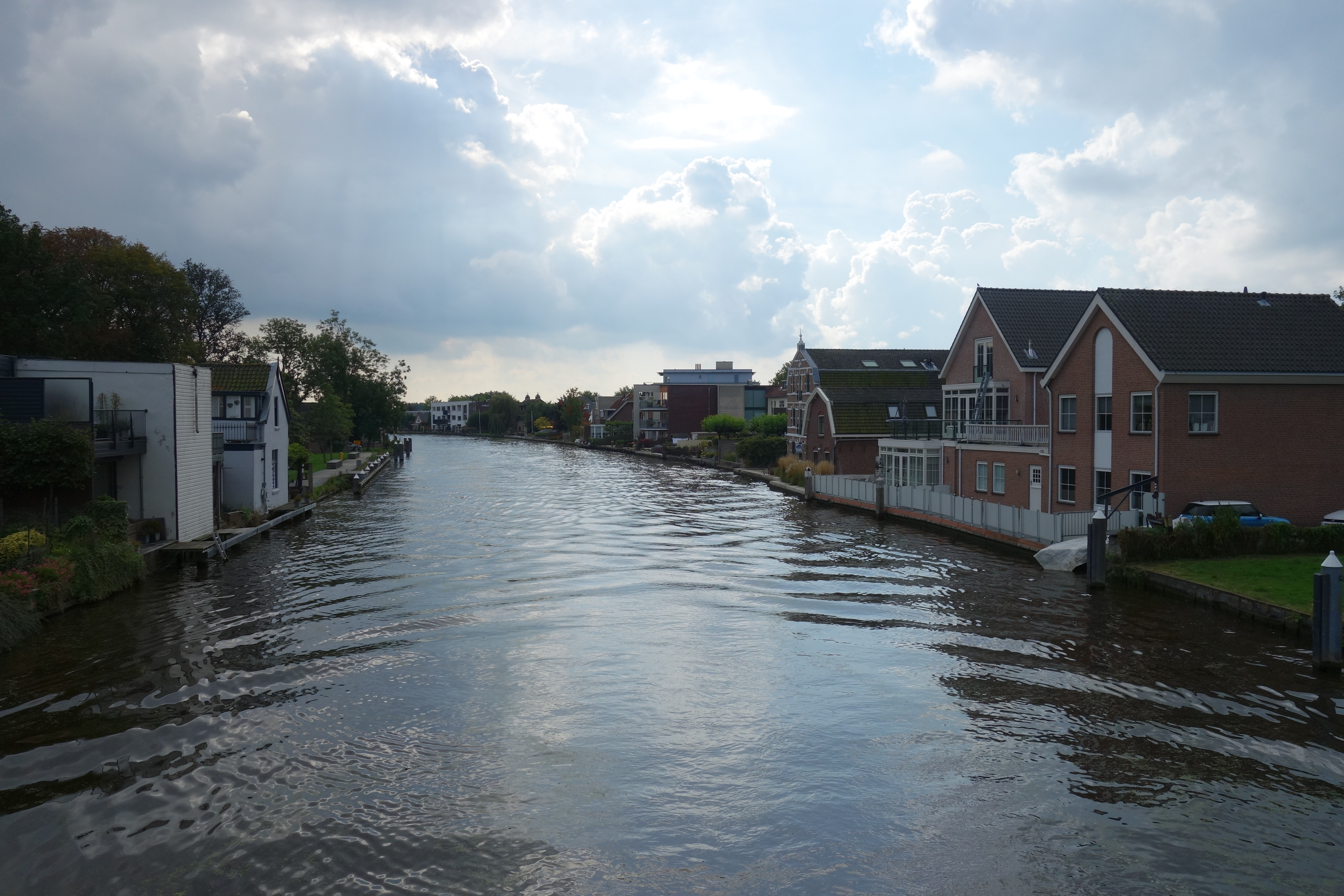
De Oude Rijn in Alphen aan den Rijn
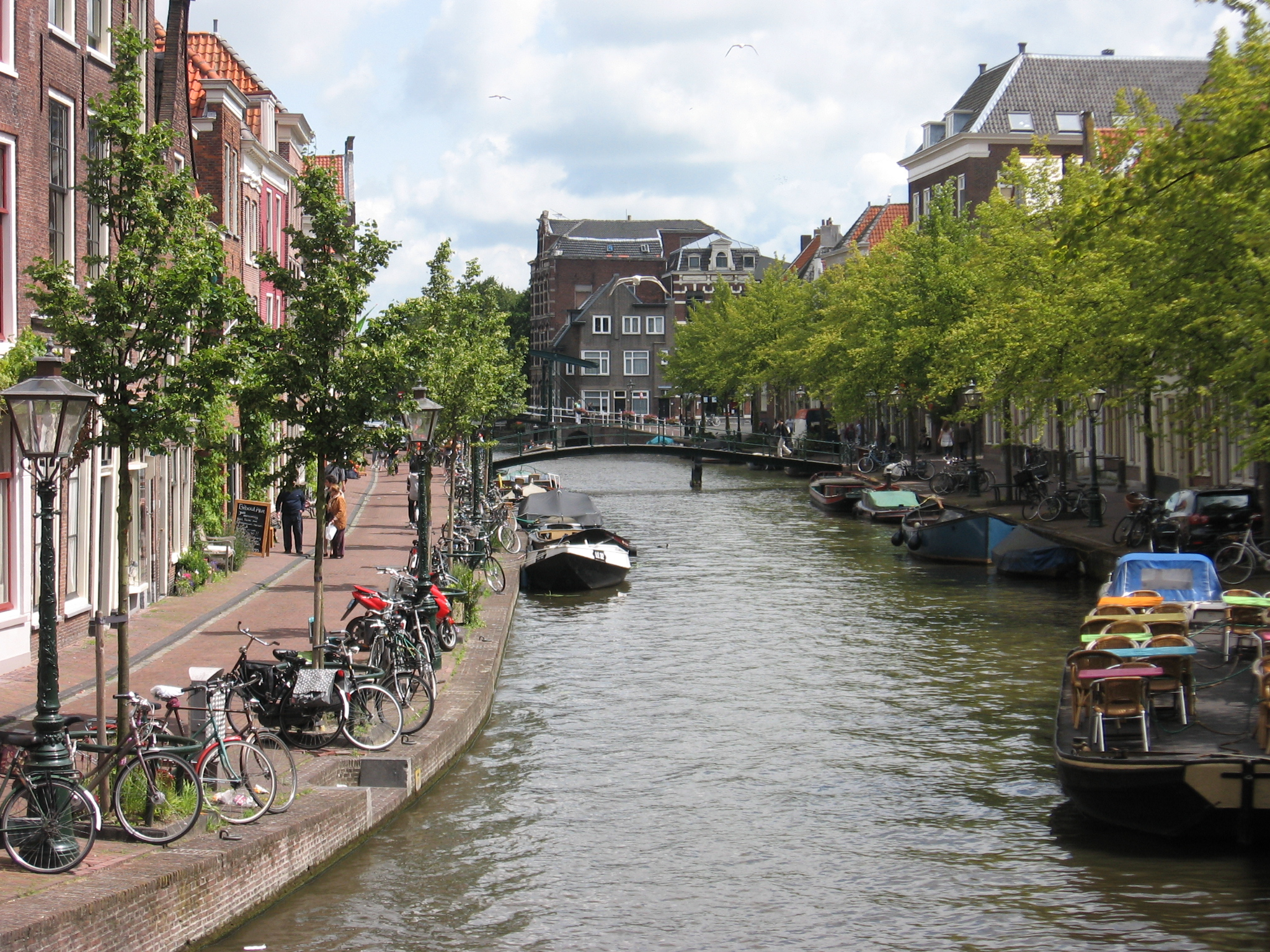
Oude Rijn Leiden
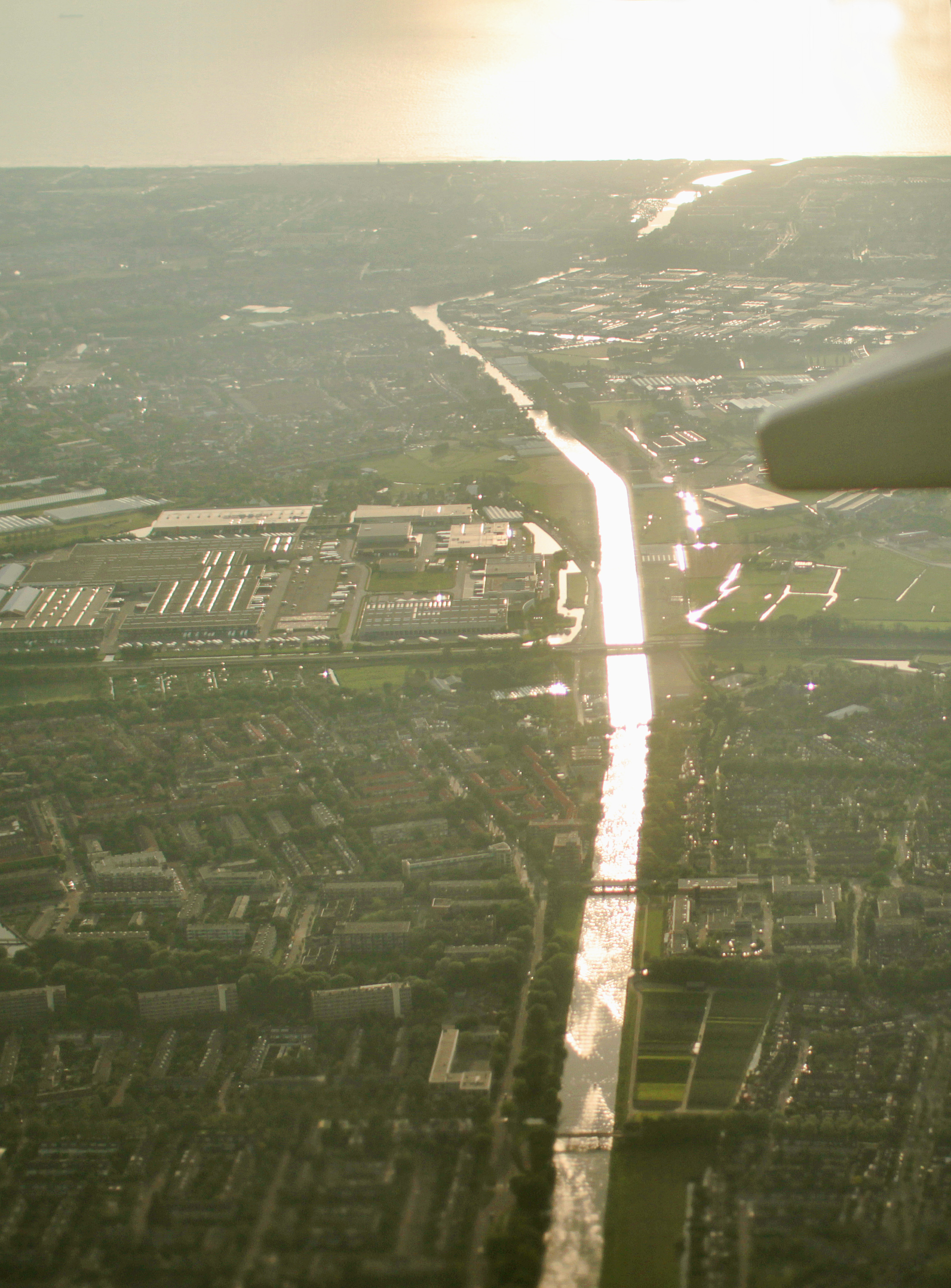
Oude Rijn, luchtfoto van Leiden tot uitmonding Noordzee
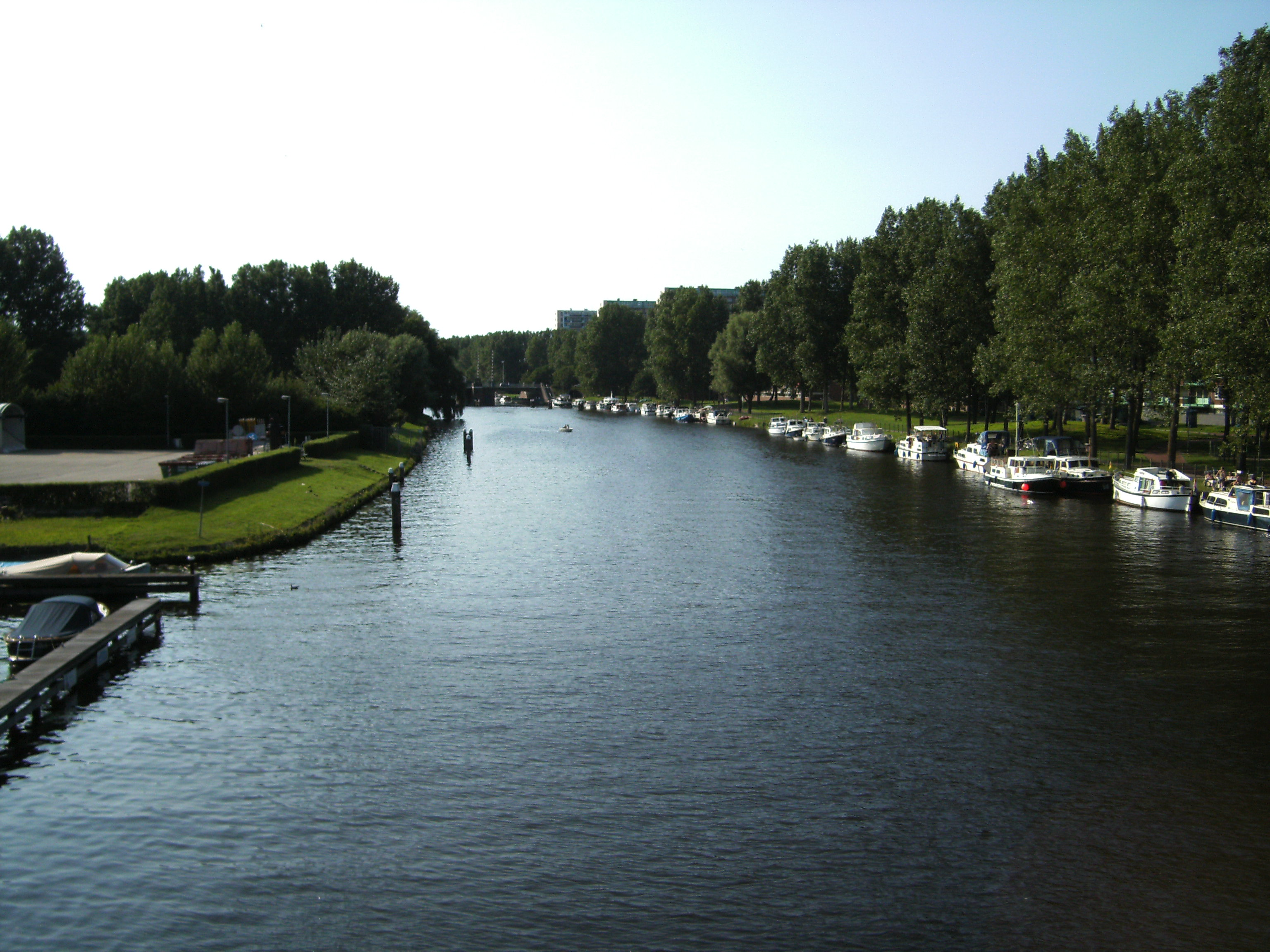
Oude Rijn in Katwijk
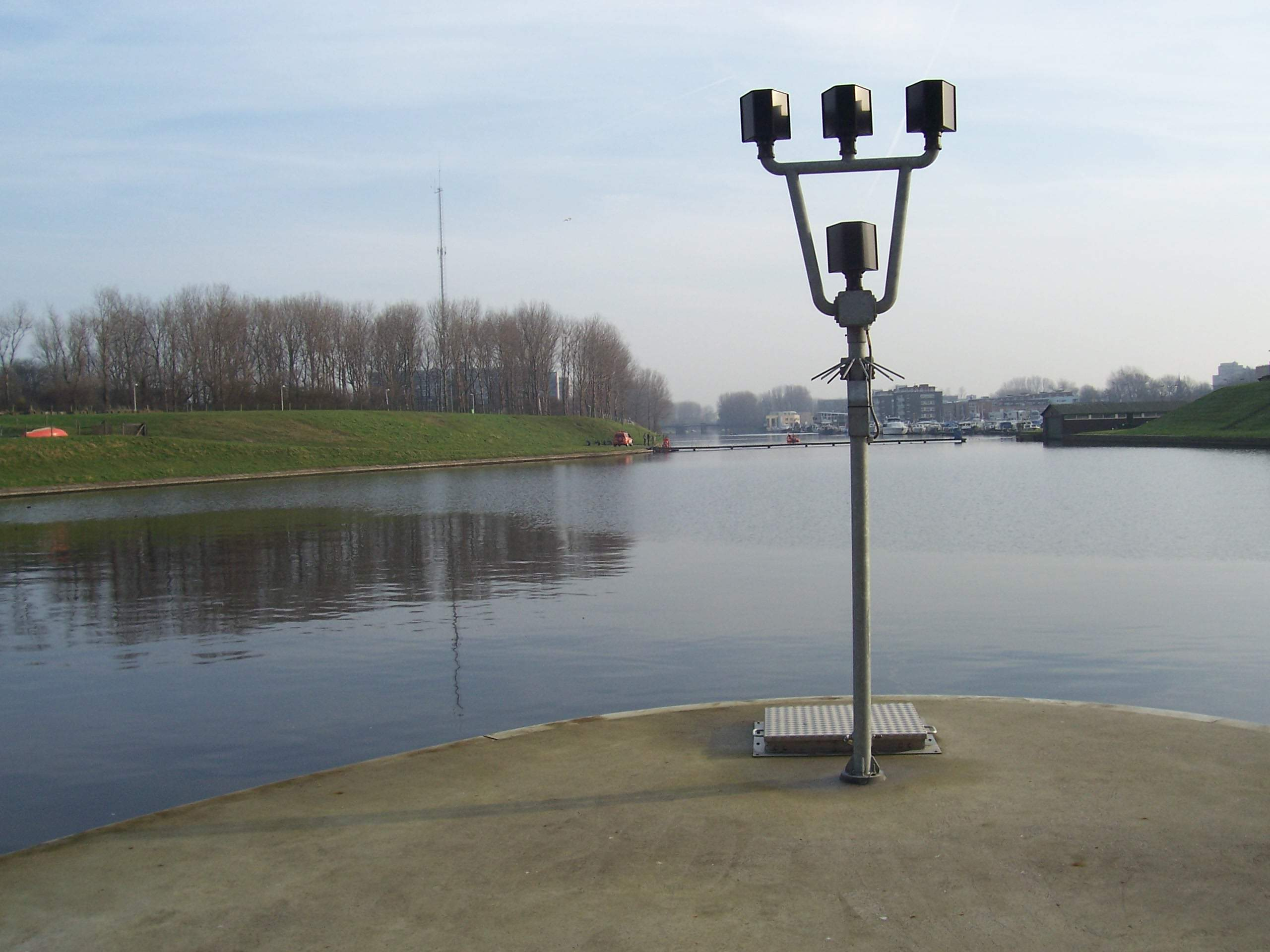
Uitwateringskanaal boezemgemaal Katwijk
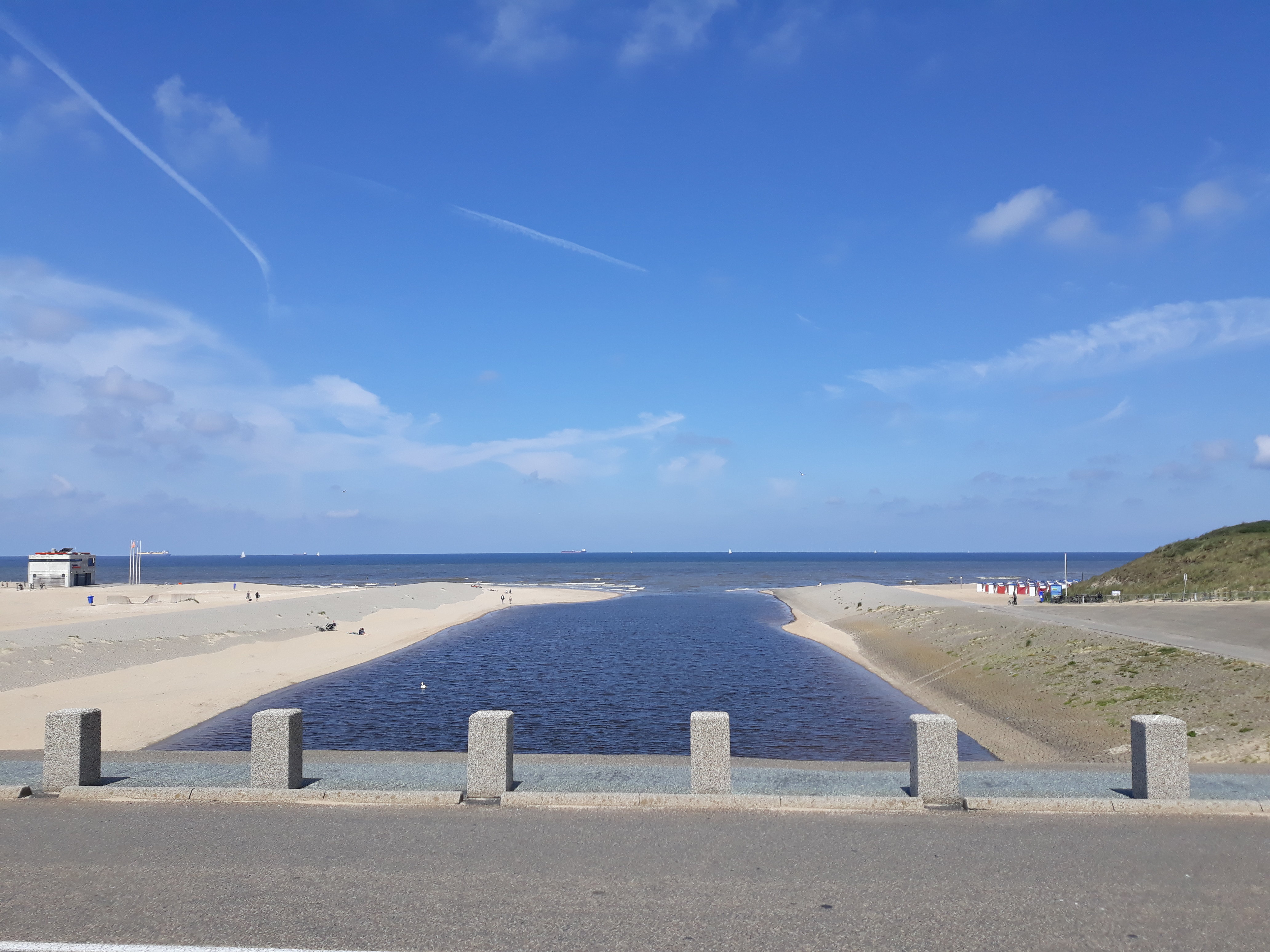
Uitwateringskanaal in Noordzee, Katwijk

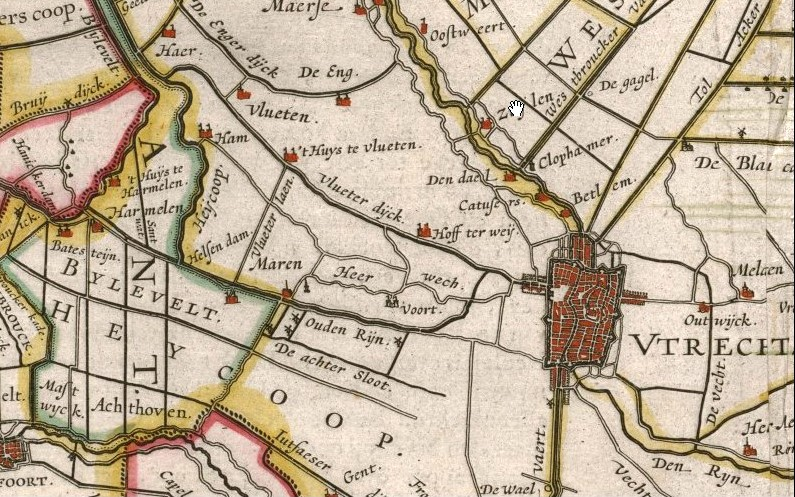
Historische landkaart Blaeu met Oude Rijn
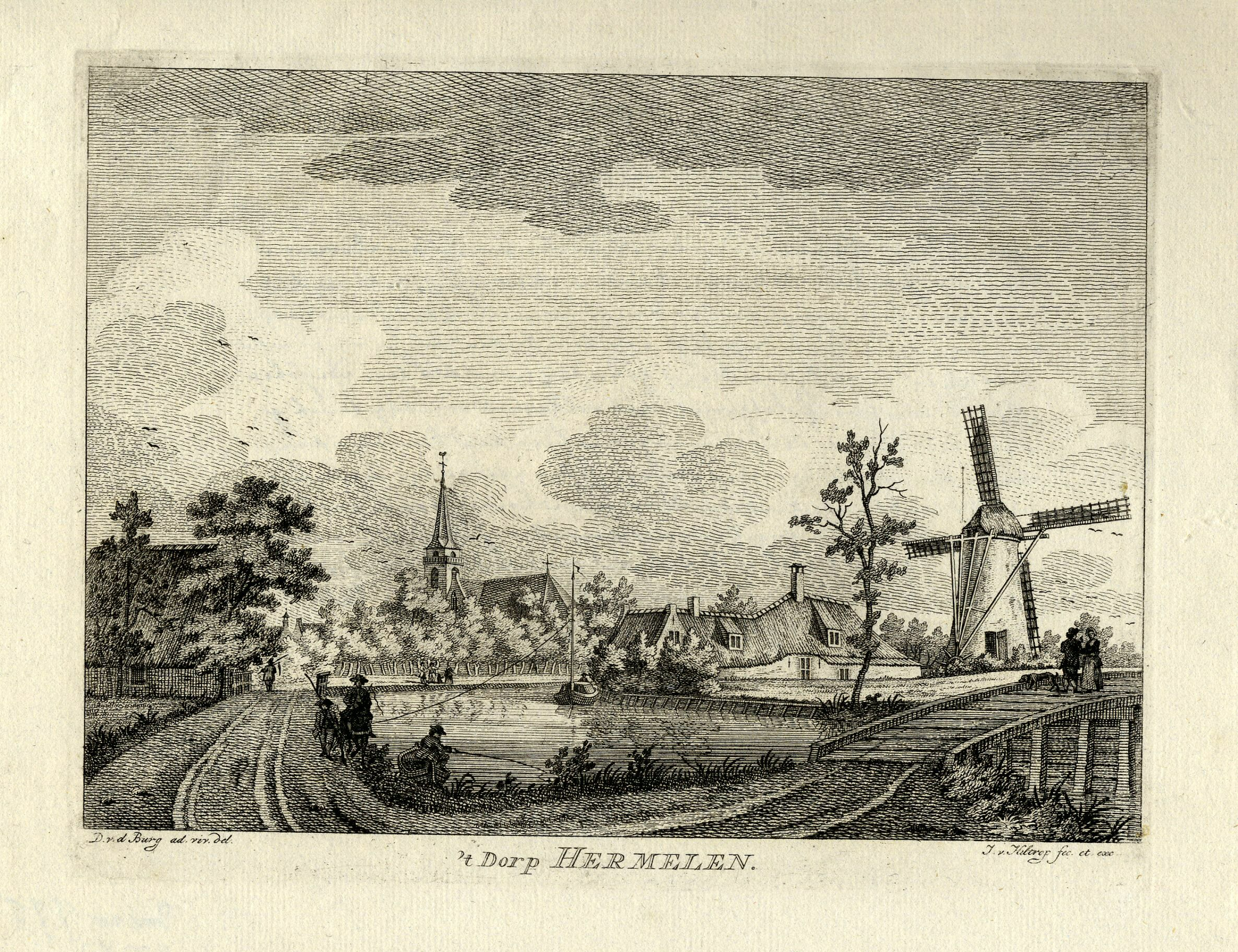
Gezicht op Harmelen aan de Oude Rijn
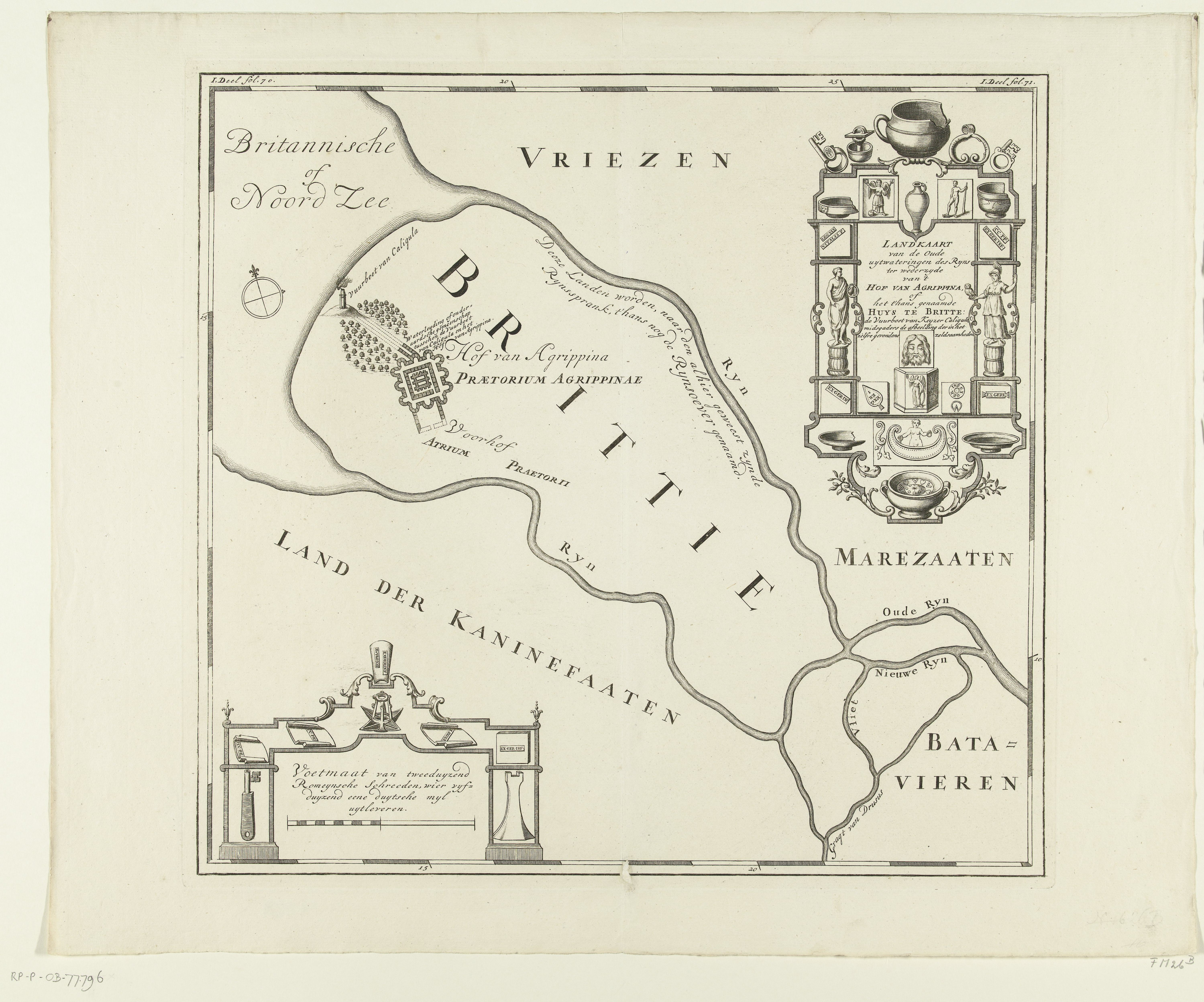
Historische landkaart, 'Oude uytwateringen des Ryns' en Huis te Britten
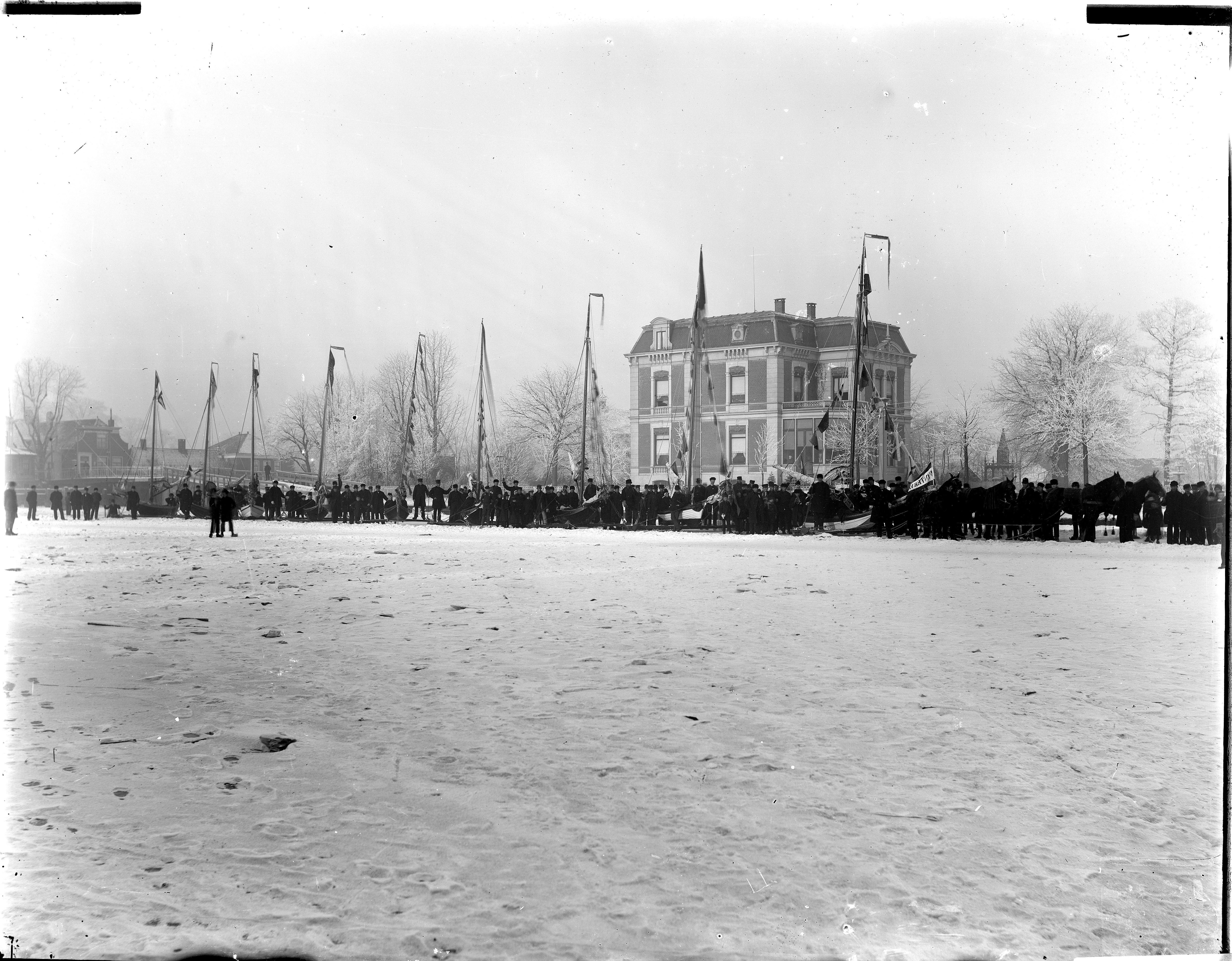
Bevroren Oude Rijn bij 's-Molenaarsbrug, 1905 (Erfgoed Leiden)
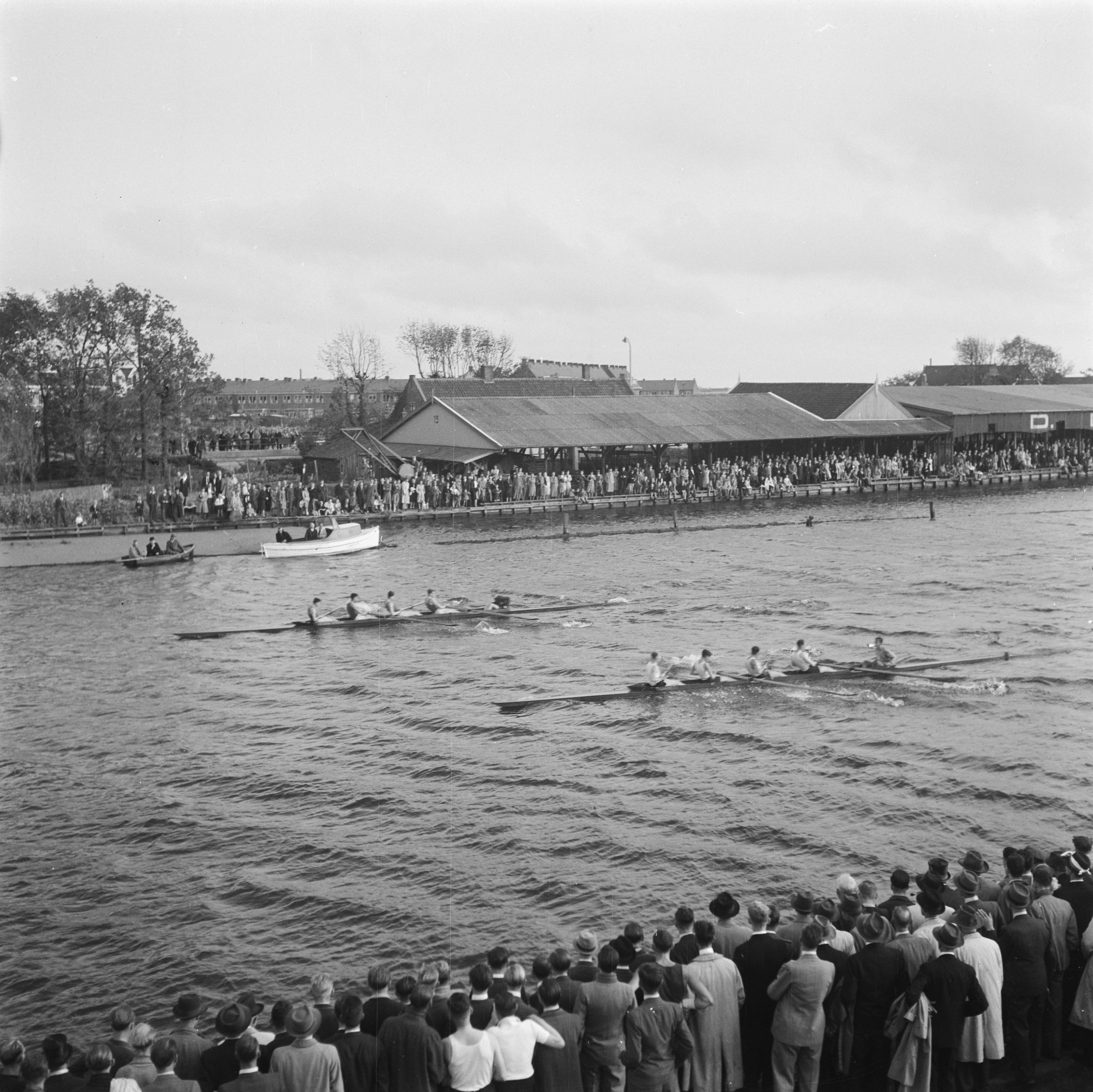
Roeiwedstrijd op Oude Rijn bij Alphen, september 1945